# Sigharting
Sigharting è un comune austriaco di 825 abitanti nel distretto di Schärding, in Alta Austria.